# 秋吉良雄
秋吉 良雄（あきよし よしお、1926年2月8日 - 没年不詳）は、日本の大蔵官僚。
ほか、北海道開発事務次官、武富士 社長、同副会長などを務めた。

## 略歴
大分県別府市出身。1947年9月：東京帝国大学法学部政治学科卒業。1947年10月：復興金融公庫経理部書記。1947年12月：高等試験行政科を合格。
1947年12月：大蔵省入省。管理局属。1949年6月：管財局外国財産課。1949年6月：門司税関監視部付。
1949年12月：門司税関長官房付。1950年5月：八戸税務署長。1952年3月：仙台国税局総務部総務課長。
1953年7月：主計局主計官補佐。1953年9月：主計局主計官補佐（農林係）。1954年7月：主計局主計官補佐（特別機関、司法係）。
1957年5月：主計局主計官補佐（司法・警察係）。1957年7月：札幌国税局調査査察部長。
1959年8月：主計局法規課長補佐。1961年7月：人事院事務総局給与局給与第二課長。1963年5月：主計局主計官（総理府、特別機関、司法・警察担当）。
1964年7月：主計局給与課長。1965年6月：総理府人事局参事官（給与担当）。1966年8月：主計局主計官（地方財政、大蔵、補助金担当）。
1969年8月15日：主計局総務課長。1970年6月：総理府人事局次長。1972年6月27日：大臣官房審議官（関税局担当）。
1972年11月3日：大臣官房審議官（関税局担当） 兼 関税局長心得。1972年11月14日：大臣官房審議官（関税局担当）。
1973年7月：北海道開発庁総務監理官。1975年7月1日：北海道開発事務次官。1977年6月21日：退官。1977年8月：北海道開発庁顧問。
1984年1月：武富士特別顧問。1984年2月：武富士代表取締役社長。1990年2月：武富士代表取締役副会長。

## 人物
- 趣味は囲碁、小唄[4]。
- 主計局の畑で、同期の長岡實、亘理彰とともに事務次官候補と見られていた[5]。